# Septerra Core
Septerra Core est un jeu vidéo de rôle développé par Valkyrie Studios et édité par Monolith Productions, sorti en 1999 sur Windows, Mac et Linux.

## Accueil
- GameSpot: 6,7/10[1]